# ティンカー・ベルと妖精の家
『ティンカー・ベルと妖精の家』（ティンカー・ベルとようせいのいえ、原題：Tinker Bell and the Great Fairy Rescue）は、2010年公開のOVA。アメリカでは2010年9月21日にDVDとBlu-ray Discで公開され、日本では2011年8月3日にDVDとBlu-ray Discがリリースされた。前2作と異なり、本作は日本でも劇場公開はされなかった。日本のテレビ放送では、ディズニー・チャンネルにて2012年4月13日に初放送された。

## ストーリー
初めて“夏”のメインランド（人間の住む世界）を訪れた時、ティンカー・ベルは『妖精さん ようこそ』と書かれた札の書かれた“妖精の家”を見つける。“妖精の家”に入ったティンカー・ベルは、“妖精の家”を作った少女リジー・グリフィスに捕らえられてしまう。忙しくて相手をしてくれない父親に寂しさを感じていたリジーとティンクは次第に心を通わせていく。一方、妖精の仲間たちは、捕らえられたティンクの救助にやってくるが、今度はヴィディアがリジーの父親、グリフィス博士に捕まってしまう。

## 登場人物
声は、吹き替えを行った声優を英語版、日本語版の順に記した。
ティンカー・ベル
声 - メイ・ホイットマン、深町彩里
リジー・グリフィス
声 - ローレン・モート、藤崎花音
9歳の元気な少女。“妖精”が大好きで、妖精を見つけて仲良くなることを夢見る。
グリフィス博士
声 - マイケル・シーン、村治学
ヴィディア
声 - パメラ・アドロン、朴璐美
シルバーミスト
声 - ルーシー・リュー、高橋理恵子
イリデッサ
声 - レイヴン・シモーネ、園崎未恵
ロゼッタ
声 - クリスティン・チェノウェス、豊口めぐみ
フォーン
声 - アンジェラ・バーティース、坂本真綾
ボブル
声 - ロブ・ポールセン、石田彰
クランク
声 - ジェフ・ベネット、河本邦弘
テレンス
声 - ジェシー・マッカートニー、細谷佳正
ナレーター
声 -ダレイ・デリール、島本須美
その他の吹き替え
すずき紀子、かぬか光明、聖みほ子、寺谷美香、三宅貴大、宗川めぐみ、山崎健太郎、松島明浩

## ゲーム
2011年7月14日に、ディズニー・インタラクティブ・スタジオよりニンテンドーDS用ソフトが発売された。プレイヤーは妖精となりピクシー・ホロウでガーデニングを行う。
- Kinect: ディズニーランド・アドベンチャーズ - ピクシー・ホロウを題材にしたゲームが遊べる。ロゼッタ、シルバーミストなどの仲間も登場するゲーム。2011年12月8日発売。